# Lý Hạ
Lý Hạ (chữ Hán: 李贺; 790/791 – 816/817) là một nhà thơ sống vào thời Trung Đường. Ông có tên tự là Trường Cát, còn có các biệt hiệu Thi Quỷ và Quỷ Tài. Lý Hạ bị cấm tham gia khoa cử vì phạm vào tội húy kỵ. Ông qua đời khi tuổi còn rất trẻ và được miêu tả là có ngoại hình ốm yếu. Lý là một nhà thơ rất chuyên cần, ông thường đi du ngoạn vào ban ngày và mỗi khi nảy ra một câu thơ, ông ghi lại nó và hoàn tất bài thơ lúc ông đặt chân về nhà vào buổi tối. Những tác phẩm của ông nổi tiếng là khai thác về đề tài kỳ quái, ma quỷ và siêu nhiên.
Danh tiếng và tên tuổi của Lý Hạ trong nền văn học Trung Quốc đã được lưu truyền suốt nhiều thế kỷ. Vào thời nhà Thanh, các hậu bối tại Trung Quốc đã học theo phong cách thơ có một không hai của ông. Dưới triều Thanh, danh tiếng làm thơ của ông đã vấp phải thay đổi lớn trong thị hiếu văn học khi những tác phẩm của ông bị lược khỏi cuốn Đường thi tam bách thủ nổi tiếng, tuy nhiên những người yêu thơ dần tái chú ý đến ông trong thế kỉ 20. Lý Hạ là một trong số những nhà thơ Đường được Mao Trạch Đông ngưỡng mộ nhất.

## Cuộc đời

### Tư liệu
Chương 137 trong cuốn Cựu Đường thư và chương 203 trong cuốn Tân Đường thư đều ghi chép ngắn gọn, vắn tắt về cuộc đời của Lý Hạ. Một nhà thơ đương thời là Lý Thương Ẩn cũng viết một cuốn tiểu sử mang tên Lý Hạ tiểu truyện (phồn thể: 李賀小傳; giản thể: 李贺小传; bính âm: lǐ hè xiǎo chuán). Năm 831, thi sĩ Đỗ Mục viết lời tựa cho tập thơ của Lý Hạ có nhan đề Lý Hạ tập tự (tiếng Trung: 李賀集敘; bính âm: Li He ji xu, với nội dung bị lược bỏ nhiều hơn so với tác phẩm của Lý Thương Ẩn, nhưng đem đến rất ít thông tin về tiểu sử mà chủ yếu khai thác sâu vào sức hấp dẫn trong thơ của Lý. Tất cả những bản chép sử chính thức đều chịu ảnh hưởng lớn từ hai tác phẩm kể trên, trong đó đặc biệt là bản chép của Lý Thương Ẩn.

### Xuất thân
Gia đình của Lý Hạ có dòng dõi hoàng tộc từ lâu đời (họ Lý là gia tộc cai trị đất nước dưới triều Đường), nhưng gia tài của nhánh tộc Lý Hạ vốn đã bị suy vi từ sớm, do đó vào thời của thi sĩ này họ chỉ đứng ở cấp bậc thấp. Cả hai bộ quốc sử triều Đường thường xem ông là "hậu duệ của Trịnh Vương", nhưng lại nảy ra tranh cãi về danh tính của Trịnh Vương. Một vài học giả ủng hộ giả thuyết rằng gốc gác của Lý có liên quan đến Lý Lượng (sống dưới thời nhà Tùy) là một người chú của Lý Uyên, hoàng đế nhà Đường đầu tiên. Có giả thuyết khác cho rằng dòng dõi của vị thi sĩ có liên hệ tới Lý Nguyên Ý, con trai thứ 13 của Lý Uyên.

### Những năm đầu đời
Lý Hạ sinh vào năm 790 hoặc 791. Dường như Lý chào đời vào năm Ngọ, vì 23 trong số các bài thơ còn sót lại của ông đều dùng con ngựa làm biểu tượng cho ông. Ông là người gốc huyện Phúc Xương, tức phía Tây huyện Nghi Dương, tỉnh Hà Nam, Trung Quốc ngày nay. Lý bắt đầu sáng tác thơ từ năm 7 tuổi, đến năm 15 tuổi ông được đem so sánh với danh sĩ nhạc phủ Lý Ích.

### Sự nghiệp chính trị
Năm 20 tuổi, Lý Hạ cố gắng tham gia khoa cử, nhưng rồi bị cấm thi vì phạm vào húy kỵ: tên cha ông, Lý Tấn Túc có từ "Tấn" đồng âm với từ "Tiến" trong Tiến sĩ, chức vị ông sẽ được sắc phong nếu đỗ đạt. Cuốn học thuật Ueki et al. (1999) suy đoán rằng đây là một cái cớ mà các đối thủ của Lý – những kẻ đố kị với tài năng thi ca của ông bày ra, nhằm ngăn vị thi sĩ dự thi. Một danh sĩ nổi tiếng đương thời là Hàn Dũ vì mến tài ông mà viết bài Húy biện (諱弁) để dâng lên nhưng vẫn không thể giúp Lý dự thi. Thế là ông chỉ giữ chức quan nhỏ Phụng lễ lang (奉禮郎; trông coi về nghi lễ) trong 3 năm trước khi từ quan về quê nhà.

### Bệnh tật và qua đời
Lý Hạ được miêu tả là một người có ngoại hình rất ốm yếu, với thân hình mảnh khảnh, đôi lông mày liền nhau và để móng tay dài. Lý trút hơi thở cuối cùng lúc đang giữ một chức quan nhỏ và gia cảnh nghèo khó vào năm 816 hoặc 817, thọ 26 hoặc 27 tuổi. Cuốn Lý Hạ tiểu truyện kể rằng vào canh giờ mà Lý qua đời, ông được một nhân vật mặc áo lụa đào ghé thăm; người này nói với vị thi sĩ rằng Thượng đế đã cho gọi ông lên thiên đàng để làm thơ.

## Các tên gọi
Tên tự của Lý Hạ là Trường Cát, đôi khi ông còn được gọi với cái tên ghép từ họ và tên tự là Lý Trường Cát. Người đời cũng mệnh danh ông là Quỷ Tài (鬼才), với lối làm thơ đối lập với Thiên Tài (天才) Lý Bạch và Nhân Tài (人才) Bạch Cư Dị. Biệt hiệu này do học giả thời nhà Tống Tiền Dị (錢易) đặt cho Lý Hạ trong tác phẩm Nam bộ tân thư (南部新書). Vị thi sĩ cũng được mệnh danh là "Thi Quỷ" (詩鬼), trong khi Lý Bạch được gọi là "Thi Tiên" (詩仙) còn Đỗ Phủ là "Thi Thánh" (詩聖).

## Thơ

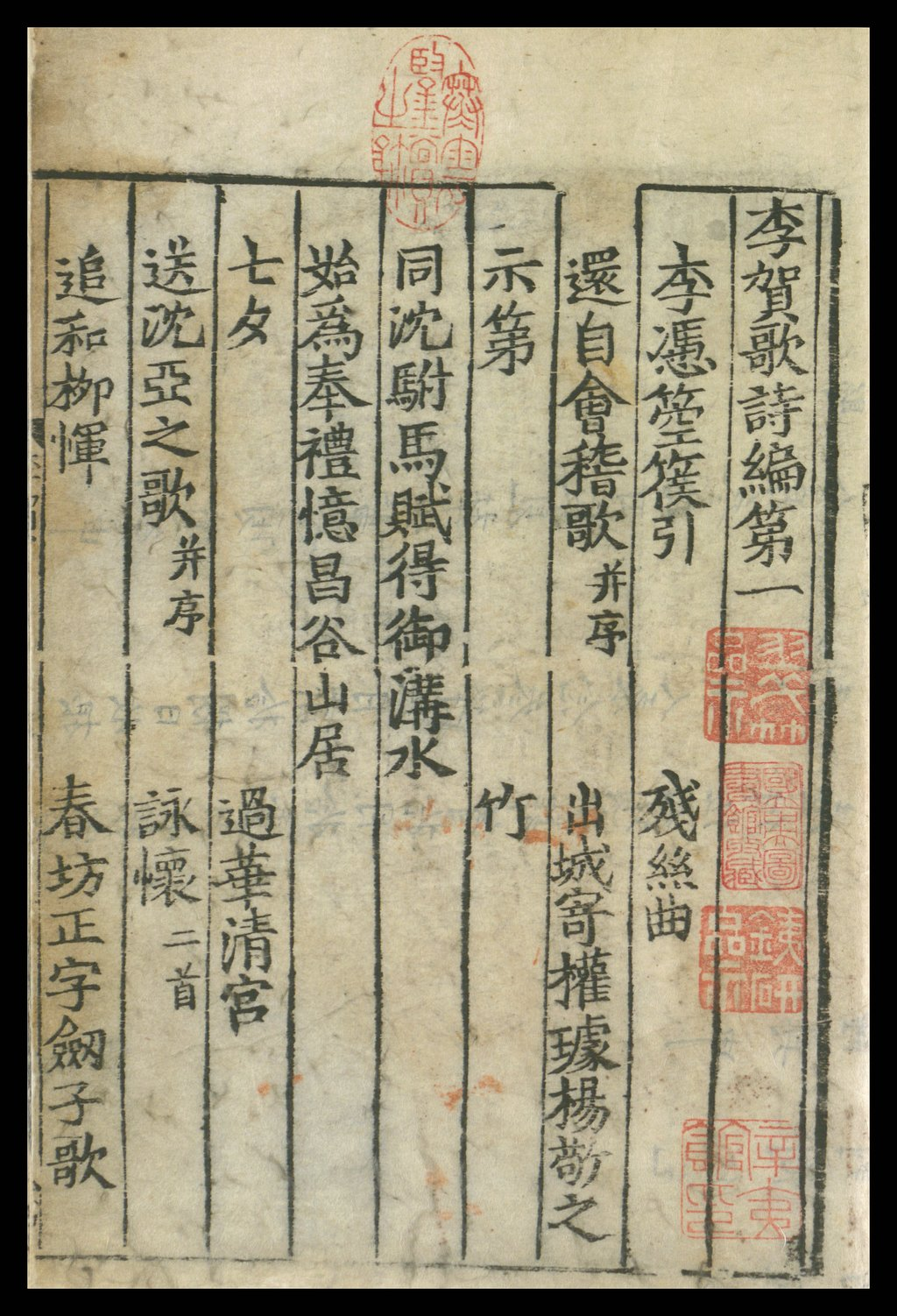
Ảnh cuốn Lý Hạ ca thi thiên.

Trong lịch sử văn học, Lý Hạ thường được xem là một nhà thơ thuộc kỷ nguyên Trung Đường, kéo dài từ cuối thế kỉ 8 đến đầu thế kỉ 9. Những nguồn ảnh hưởng lên lối sáng tác của Lý có thể kể đến danh sĩ tiền bối đương thời Mạnh Giao và Hàn Dũ. Lối làm thơ của Lý Hạ cũng được xem là chịu ảnh hưởng từ các yếu tố shaman của Sở Từ và phong cách bình dị của Lý Bạch.
Cho đến nay khoảng 240 bài thơ của Lý Hạ còn sót lại. Cuốn Tân Đường thư cho biết có rất ít bài thơ của Lý được lưu trữ bởi những sáng tác đó đều mang màu sắc độc lạ cũng như do Lý mất sớm. Giai thoại trong cuốn Thái bình quảng ký (太平广记) kể rằng một người anh họ của Lý được vị thi sĩ đề nghị biên soạn một tập thơ cho ông, nhưng vì người này không ưa Lý nên đã bí mật vứt hết đống thơ đó đi.
Ngày nay có hai tập thơ của Lý Hạ còn sót lại, đó là Lý Hạ ca thi thiên (giản thể: 李贺歌诗篇; phồn thể: 李賀歌詩篇; bính âm: lǐ hè gē shī piān) và Ngoại tập (tiếng Trung: 外集; bính âm: wài jí). Lý Hạ tiểu truyện miêu tả Lý là một nhà thơ chuyên cần. Ông luôn xách bên mình chiếc túi gấm cũ để mỗi khi nảy ra một ý thơ trên đường du ngoạn, ông liền ghi chép lại nó và bỏ vào trong túi. Sau khi trở về nhà, ông sắp xếp các câu thơ đã viết thành một bài thơ hoàn chỉnh.
Những tác phẩm của Lý Hạ luôn độc nhất vô nhị với màu sắc kỳ dị và khác thường, do đó ông mới được gắn cho cái nghệ danh Thi Quỷ. Hầu như không có bài thơ nào của Lý được viết theo lối cận thể (近體詩), bên cạnh đó những sáng tác của ông thường xuyên dùng những từ mang điểm gở như "lão" (tiếng Trung: 老; bính âm: lǎo) và "tử" (tiếng Trung: 死; bính âm: sǐ). Trong những bài thơ như "Thiên thượng dao" (天上謠) và "Mộng Thiên" (xem bên dưới), ông viết theo lối gợi lên thế giới của thượng đế và Đức Phật.
| 夢天 | Mộng Thiên | "Dịch nghĩa" |
| --- | --- | --- |
| 老兔寒蟾泣天色， 雲樓半開壁斜白。 玉輪軋露濕團光， 鸞佩相逢桂香陌。 黃塵清水三山下， 更變千年如走馬。 遙望齊州九點煙， 一泓海水杯中瀉。 | Lão thố hàn thiềm khấp thiên sắc, Vân lâu bán khai bích tà bạch. Ngọc luân loát lộ thấp đoàn quang, Loan bội tương phùng quế hương mạch. Hoàng trần thanh thủy tam sơn hạ, Canh biến thiên niên như tẩu mã. Dao vọng Tề Châu cửu điểm yên, Nhất hoằng hải thủy bôi trung tả. | Thỏ già, cóc lạnh khóc tạo nên sắc trời Lầu mây hé mở, tường bạc nghiêng nghiêng. Bánh xe ngọc lăn sương, quầng sáng ướt, Đeo ngọc bội chim loan, tương phùng trên đường toả mùi hoa quế. Dưới ba quả núi, bụi vàng, nước trong, Nghìn năm thay đổi tựa ngựa phi. Nhìn từ xa, Tề châu chỉ là chín điểm khói, Nước sâu một biển đổ vừa một cái chén. |

Ngòi bút của Lý Hạ cũng mang đến những nét miêu tả kỳ lạ về thế giới ma quỷ trong các bài thơ "Thu lai" (秋来) và "Thần huyền khúc" (神弦曲). Bút pháp tượng trưng tâm linh mà Lý dùng trong các bài thơ sau này còn khiến cho nhiều độc giả "khó có thể lĩnh hội" được. "Thần huyền khúc" là tên của một ca khúc dân gian nổi tiếng, xuất hiện sớm nhất vào thời Lục triều và Lý đã vay mượn tên của ca khúc này cho thơ của ông. Ca khúc có xuất xứ tại ở vùng Nam Kinh, là một bài ca lễ nghi dùng trong các buổi lễ tôn giáo để mời gọi các vị thần linh. Thơ của Lý miêu tả thế giới siêu nhiên nhưng không giống với nội dung trong nguyên tác dân gian. Ông thường xuyên kết hợp những hình tượng màu sắc và cảm quan trong thơ của mình, chẳng hạn như trong hai bài "Thiên thượng dao" và "Tần vương ẩm tửu" (xem bên dưới).
| 秦王飲酒 | Tần vương ẩm tửu | "Dịch nghĩa" |
| --- | --- | --- |
| 秦王騎虎遊八極， 劍光照空天自碧。 羲和敲日玻璃聲， 劫灰飛盡古今平。 龍頭瀉酒邀酒星， 金槽琵琶夜棖棖。 洞庭雨腳來吹笙， 酒酣喝月使倒行。 銀雲櫛櫛瑤殿明， 宮門掌事報一更。 花樓玉鳳聲嬌獰， 海綃紅文香淺清， 黃娥跌舞千年觥。 仙人燭樹蠟煙輕， 青琴}醉眼淚泓泓。 | Tần vương kỵ hổ du bát cực, Kiếm quang chiếu không thiên tự bích. Hy Hòa xao nhật pha ly thanh, Kiếp khôi phi tận cổ kim bình. Long đầu tả tửu yêu tửu tinh, Kim tào tỳ bà dạ trành trành. Động Đình vũ cước lai xuy sính, Tửu hàm hát nguyệt sử đảo hành. Ngân vân trất trất dao điện minh, Cung môn chưởng sự báo nhất canh. Hoa lâu ngọc phượng thanh kiều trữ, Hải tiêu hồng văn hương tiên thanh, Hoàng nga điệt vũ thiên niên quang. Tiên nhân chúc thụ đới yên khinh, Thanh cầm túy nhãn lệ hoằng hoằng. | Tần vương cưỡi hổ du tám cực, Ánh kiếm chiếu lên trời xanh biếc. Hy Hòa cưỡi mặt trời, pha lê rung, Khói loạn nghìn xưa đã lắng chìm. Rót chén đầu rồng mời sao rượu, Đêm nghe Tỳ bà gãy tưng tưng. Mưa Động Đình êm như sênh thổi, Trong men say muốn khiến trăng đổi hướng. Mây bạc lát đan bừng điện ngọc, Cửa cung chưởng sự báo sang canh. Lầu hoa, phượng ngọc âm thanh du dương, Lụa thêu màu đỏ tỏa hương thanh, Cô gái áo vàng nhảy điệu chúc vạn tuế. Người tiên đốt đuốc khói nhẹ vòng, Đàn lặng mắt say lệ rưng rưng. |

Phong cách làm thơ của Lý Hạ được mệnh danh là Trường Cát thể (giản thể: 长吉体; phồn thể: 長吉體; bính âm: cháng jí tǐ) bởi các nhà phê bình sau này, đặt theo tên tự của ông. Học giả đời Tống Nghiêm Vũ (严羽) liệt Trường Cát thể là một trong những lối sáng tác tự sự thường xuyên được bắt chước.

## Đón nhận
Một số phê bình gia phương Tây và Nhật Bản đương đại như A. C. Graham, Naotarō Kudō và J. D. Frodsham đều nhất trí rằng thơ của Lý Hạ không có nhiều người đón đọc rộng rãi cho đến thời hiện đại, tuy nhiên quan điểm này không hoàn toàn chính xác. Trong cuộc khảo sát năm 1994, học giả Ngô Khải Minh cho biết vào thời Trung Quốc tiền hiện đại, Lý Hạ là nhà thơ thường được bắt chước nhiều hơn là bị thờ ơ.

### Thời nhà Đường và Tống
Hai nhà thơ đương thời với Lý Hạ là Đỗ Mục và Lý Thương Ẩn đều tri ân vị danh sĩ trong những tác phẩm văn xuôi của họ; trong khi Đỗ viết lời tựa cho tập thơ của Lý thì Thương Ẩn viết hẳn một cuốn tiểu sử về Lý Hạ. Riêng lời tựa do Đỗ Mục viết có vai trò như bằng chứng cho thấy thơ của Lý được soạn và chỉnh sửa trong vài thập kỷ sau khi ông qua đời; chúng giống như bằng chứng về những văn bản lưu hành nội bộ trước thời điểm Đỗ Mục viết lời tựa vào năm 831. Thi sĩ đời Đường Bì Nhật Hưu (皮日休) cũng đề cập đến thơ của Lý Hạ cùng với thơ của Lý Bạch trong tác phẩm phê bình văn học "Lưu tảo cường bi" (phồn thể: 劉棗強碑; giản thể: 刘枣强碑; bính âm: liú zǎo qiáng bēi). Lý Hạ còn nằm trong nhóm những nhà thơ Đường thường được trích dẫn làm ca từ bởi những nhạc sĩ đời Tống như Chu Bang Ngạn (周邦彥; 1056–1121). Trong cuốn Thương lãng thi thoại (滄浪詩話), Nghiêm Vũ đã đem Lý Hạ so sánh với tiền bối Lý Bạch. Những bản chép thơ cổ nhất còn lại của Lý Hạ được sưu tầm và chú giải vào thời Nam Tống.

### Thời nhà Nguyên và Minh
Nhiều thi sĩ triều Nguyên đã bắt chước lối sáng tác của Lý Hạ, có thể kể đến những cái tên như Thành Đình Khuê (成廷珪), Dương Duy Trinh (楊維楨) và Cố Anh (顧瑛) cũng như nhà thơ đầu triều Minh Cao Khởi (高启). Học giả đời Minh Hồ Ứng Lân nhận xét thơ của Lý về mặt chính trị là "màu sắc của một quốc gia bị suy tàn", đồng thời nhận ra rằng phong cách thơ của Lý đặc biệt giàu ảnh hưởng trong những năm cuối của nhiều triều đại.

### Thời nhà Thanh
Thơ của Lý Hạ bỗng chốc trở nên phổ biến từ cuối triều Minh đến giữa triều Thanh. Một lượng lớn tập thơ của Lý có kèm chú thích xuất hiện trong giai đoạn này, từ đó thơ của ông được nhiều người bắt chước. Học giả Vương Kỳ (王琦) đã viết một bài luận dài tới 5 tập để bàn về thơ của Lý. Dù thịnh hành vào giữa triều Thanh, nhưng một bộ phận các văn sĩ có tiếng nói lại không ưa chuộng thơ của Lý Hạ. Nhà soạn thơ Trần Đức Tiềm (沈德潜) đã chọn ra 10 bài thơ của Lý Hạ để cho vào cuốn sách nổi tiếng Đường thi biệt tài tập (唐诗别裁集). Trần đã bị chỉ trích dữ dội vì bắt chước lối làm thơ của Lý. Thơ của Lý Hạ cũng vắng mặt trong cuốn Đường thi tam bách thủ, một ấn phẩm về thẩm mỹ văn học ra đời vào cuối triều Thanh và đầu thế kỉ 20.

### Thời hiện đại
Bên cạnh Lý Bạch và Lý Thương Ẩn, Lý Hạ là một trong "Tam Lý" (三李) mà chính khách Mao Trạch Đông ngưỡng mộ. Năm 1968, nhạc sĩ Roger Waters của ban nhạc rock Pink Floyd đã vay mượn những câu thơ của Lý để sáng tác ca từ cho bài hát "Set the Controls for the Heart of the Sun". Viết về Lý Hạ trong cuốn Chūgoku Bunkashi Daijiten, Hán học giả người Nhật Fukazawa Kazuyuki ví vị thi sĩ như "nhà thơ tiêu biểu của thời Trung Đường".
Theo nhà Hán học người Pháp François Jullien, thơ của Lý Hạ được tái thừa nhận vào hàng ngũ danh tác kinh điển của văn học Trung Quốc "vào cuối thể kỉ 19... [khi mà]... những quan niệm về bút pháp lãng mạn của phương Tây [cho phép] người Hoa tái thẩm định lại nhà thơ này, cho phép bút pháp tượng trưng trong thơ của ông được lên tiếng, giải phóng thế giới tưởng tượng của ông khỏi những cuộc truy tìm ẩn ý chẳng bao giờ kết thúc". Trong chương viết về Thơ Đường trong cuốn The Columbia History of Chinese Literature, Paul W. Kroll gọi Lý là "nhà thơ Đường lập dị nhất, có lẽ là trong toàn bộ nền thi ca Hoa ngữ" và mệnh danh ông là "Mallarmé của Trung Quốc" bởi lối làm thơ và cách sử dụng hình ảnh vô cùng khó hiểu của thi sĩ này.
Tại Việt Nam, rất ít người biết đến thơ của Lý Hạ, kể cả trong giới nghiên cứu văn học, nên chỉ có một lượng ít ỏi các tài liệu dịch thuật và nghiên cứu ông bằng tiếng Việt. Mặc dù vậy, thơ của ông tiếp cận giới nghiên cứu văn học Việt từ khá sớm, cụ thể là vào thập niên 60 của thế kỷ 20, khi các học giả Việt dịch bộ Lịch sử văn học Trung Quốc của Sở nghiên cứu văn học thuộc Viện Khoa học xã hội Trung Quốc. Trong cuốn Lịch sử văn học Trung Quốc tập 2, dịch giả-giáo sư Nguyễn Khắc Phi nhận xét: "... Kỳ lạ, phóng túng, tươi đẹp buồn thương, cố tâm theo đuổi cái mới lạ khiến cho thơ ca của ông tuyệt nhiên khác thường". Năm 1995, trong cuốn Diện mạo thơ Đường, tác giả Lê Đức Niệm nhận định: "Lý Hạ sáng tác theo khuynh hướng lãng mạn. Những tác phẩm của ông đều có ký thác tâm sự cá nhân, nhưng cũng có nhiều nét của cuộc sống hiện thực, dùng bút pháp tượng trưng để gửi gắm lý tưởng và nỗi u sầu". Trong khi đó học giả Nguyễn Tôn Nhan trong cuốn Thơ siêu thực của Lý Hạ (2000) viết: "Thơ ông thích miêu tả cảnh giới siêu hiện thực với ảo giác thần kỳ quái đản... Nhiều bài thơ có sắc thái nồng diễm, lạnh lẽo, thê lương, chữ dùng lại tân kỳ, mới lạ".